# باتیستا روتا
باتیستا روتا (به ایتالیایی: Battista Rota) زاده ۱۸ ژوئیهٔ ۱۹۳۲ - درگذشته ۱۰ ژوئیهٔ ۲۰۱۸ بازیکن فوتبال و اهل ایتالیا است که از سال ۱۹۵۲ میلادی عضو تیم ملی فوتبال ایتالیا بوده و در ۲ بازی ملی حضور داشته‌است. او در بازی‌های ملی‌اش گلی به ثمر نرساند.
باتیستا روتا آخرین بازی ملی خود را در سال ۱۹۵۲ میلادی انجام داد.